# St. Clair Shores
St. Clair Shores är en förort som ligger vid sjön St. Clair i Macomb County i staten Michigan. Det är en del av större Detroit, och ligger ungefär 21 km från centrala Detroit. Befolkningen i staden var 59 751 år 2010 då senaste mätningen genomfördes.

## Historia
Områdets första bosättare var av fransk härkomst. De bosatte sig där kring 1710 och då kallades orten L'anse Creuse. L'anse Creuse var även namnet på en järnväg som fanns tidigare. Idag hålls namnet vid liv i L'Anse Creuse Public Schools i centrala Macomb county och L'Anse Creuse High School i Harrison. Från 1843 till 1911 var St. Clair Shores en del av Erin Township. 
Staden hade från 1927 en nöjespark vid namn Jefferson Beach, den hade den längsta bergochdalbana i USA. 1955 förstörde en brand flera byggnader i parken, och därefter började ägarna att konvertera parken till en marina. 1959 revs de sista byggnaderna i parken för att göra plats för marinan.

## Namn
Då staden ligger bredvid sjön Saint Clair är den uppkallad efter den. Sjöns namn kommer från en fransk expedition led av René Robert Cavelier som döpte sjön Lac Sainte-Claire, namnet kommer  sig av att det var dagen man firade Saint Clare of Assisi som inföll den 12 augusti 1679. Första gången namnet nämns på engelska kartor är 1710 som  Saint Clare. Nmnet mistas iblad kommafrån en general från inbördes kriget.

## Demografi
| Befolkningsutvecklingen i 1930–2010 | Befolkningsutvecklingen i 1930–2010 | Befolkningsutvecklingen i 1930–2010 | Befolkningsutvecklingen i 1930–2010 | Befolkningsutvecklingen i 1930–2010 |
| ----------------------------------- | ----------------------------------- | ----------------------------------- | ----------------------------------- | ----------------------------------- |
|                                     |                                     |                                     |                                     |                                     |
| År                                  |                                     |                                     | Folkmängd                           |                                     |
| 1950                                | 1950                                |                                     | 56 052                              |                                     |
| 1960                                | 1960                                |                                     | 76 657                              |                                     |
| 1970                                | 1970                                |                                     | 88 093                              |                                     |
| 1980                                | 1980                                |                                     | 76 210                              |                                     |
| 1990                                | 1990                                |                                     | 68 107                              |                                     |
| 2000                                | 2000                                |                                     | 63 096                              |                                     |
| 2010                                | 2010                                |                                     | 59 715                              |                                     |
|                                     |                                     |                                     |                                     |                                     |

## Utbildning

### Privat skolor
- St. Germaine
- St. Isaac Jogues
- St. Joan of Arc

## Kända människor
- Dave Coulier - Skådespelare och komiker
- Patti Smith - Rock 'n' Roll Hall of Fame